# FC UTA Arad (feminin)
UTA Arad este un club de fotbal feminin din Arad, România.

## Staff
- » Gheorghe Camenita -	Antrenor principal

- » Adriana Inoan -	Antrenor secund

- » Vasile Rad -	Manager sportiv